# Casa Quinta Aurelio Berro
La Casa Quinta Aurelio Berro, también conocida como Quinta de Berro, es una residencia palaciega, situada en el centro-oeste de Montevideo (Uruguay), en el barrio residencial de Prado. Construida en la década de 1870, en estilo gótico inglés, fue nombrada Monumento Histórico Nacional en 1999.

## Historia
La construcción del inmueble se dio a inicios de la década de 1870, por iniciativa del escritor y poeta Aurelio Guzmán Berro, quien encargó al arquitecto Ignacio Pedrálbez, el diseño de una casa quinta en un terreno que en 1726 había sido deslindado por el Capitán Pedro Millán como resultado de los criterios urbanísticos dispuestos en las Leyes de Indias. En la segunda mitad del siglo XIX, tras el fin de la Guerra Grande, la zona centro-oeste de Montevideo —actual barrio Prado— se encontraba en las afueras de la ciudad y era frecuentada por la clase alta uruguaya, que había edificado allí casas señoriales con jardines, utilizadas como residencias de descanso durante el verano.

Quinta Berro a inicios del, con las dos escalinatas exteriores

La piedra fundacional fue colocada en 1871, y la construcción se extendió hasta 1874. La casa, de estilo gótico inglés, incorpora a su vez elementos de las Villas palladianas y está rodeada de amplios jardines. Fue diseñada con una distribución funcional: el piso inferior estaba destinado al servicio, mientras que la planta superior albergaba la residencia principal. El acceso se realizaba a través de dos escalinatas exteriores, que conducían directamente a la entrada principal. Sin embargo, en la actualidad, dichas escalinatas han sido demolidas.
La Quinta Berro fue el lugar de nacimiento del escultor José Belloni, quien era hijo del jardinero de la casa. De 1888 a 1998 funcionó como residencia del embajador de Argentina en Uruguay. En 2001 fue adquirida por el Grupo Moon —dirigido por el reverendo Sun Myung Moon—, que la convirtió en la sede de la Iglesia de la Unificación en el país y en un espacio para seminarios y conferencias. La organización encargó una remodelación al estudio de arquitectura Berthet-Méndez-Taranto, que trabajó junto a los arquitectos Miguel Azadián y William Rey Ashfield.
Tras el decaimiento de la Iglesia de la Unificación, la propiedad fue adquirida por el Uruguay National Garden, que la convirtió en su sede.

## Descripción del edificio
Tras la remodelación realizada a inicios del siglo XXI, parte de la distribución original de la casa fue modificada, por lo que espacios fueron redefinidos, y adaptados a nuevas necesidades y usos.

### Planta inferior
Originalmente destinada al personal de servicio, la sección fue modificada para albergar oficinas, salas de reunión y un gran salón —utilizado para el culto durante el período de la Iglesia de la Unificación—. Debido a la demolición de las escalinatas y la redistribución de la casa, la planta inferior se convirtió en la nueva planta de entrada, adecuándose para recibir a los visitantes y reemplazando la función original del acceso superior.

### Planta superior

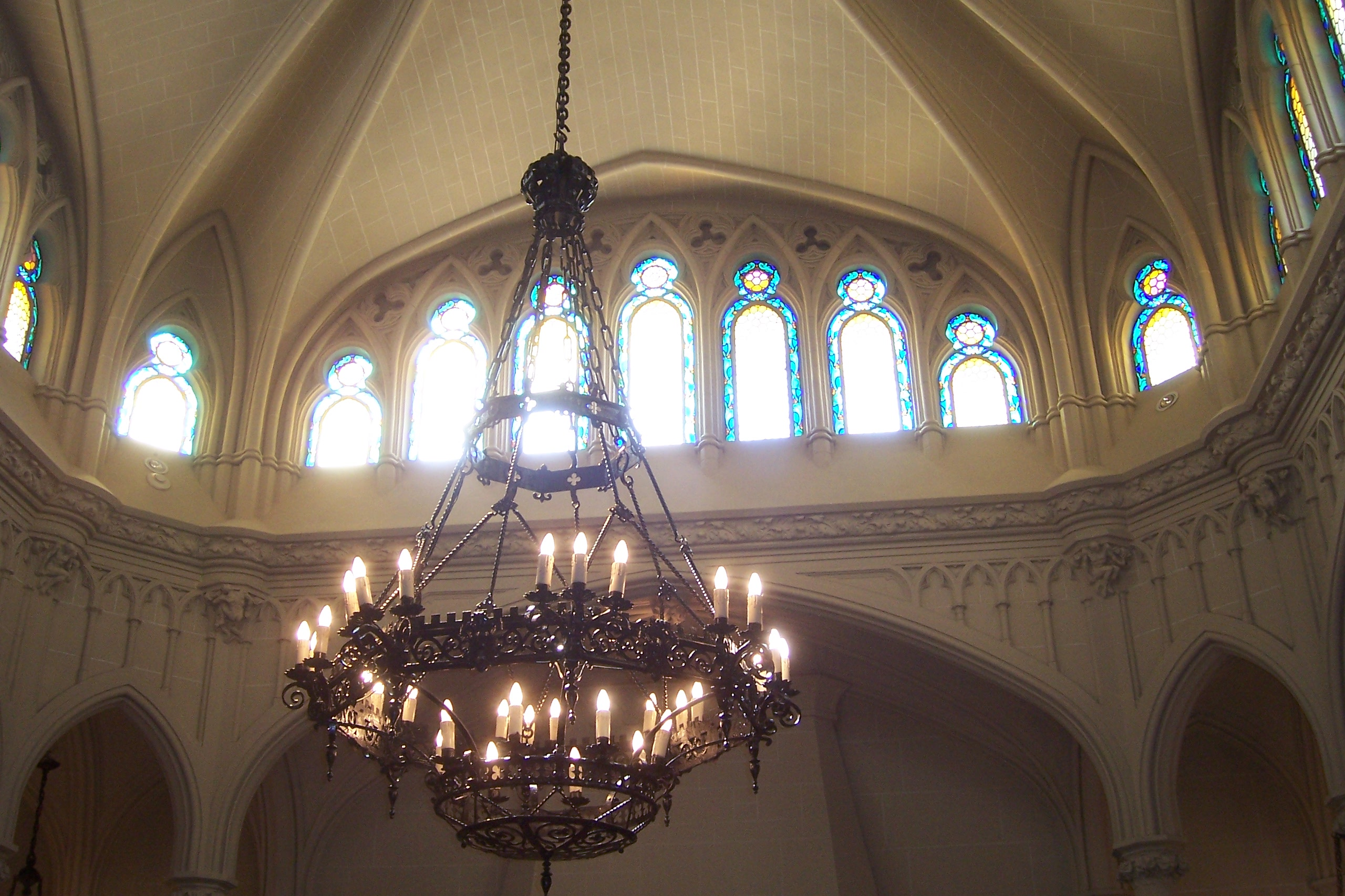
Candelabro del comedor

Concebida en el diseño original como área principal de la residencia, alberga salones con altos y decorados techos. La restauración incluyó labores en molduras, carpinterías, vitrales y parquet, el cual contaba con hasta diecisiete tipos de madera diferentes. Gran parte de la decoración interior es de estilo ecléctica-historicista, sin embargo, la sala de música es de estilo barroco francés, y el comedor, que cuenta con un amplio candelabro, de estilo neogótico.
Las obras de restauración contemplaron la instalación de un sistema de aire acondicionado central, así como intervenciones en el antiguo invernadero y la casa del jardinero, adecuándolos a nuevos usos.

## En la cultura popular
- En 2016 fue locación de filmación del videoclip del sencillo «Amor para un rato», de la banda de cumbia pop Olvidate!.[13]

- En 2023 fue utilizado como locación de la serie Margarita de la plataforma Max, para representar al castillo de Krikoragán.[14]